# New and Improved
Albums de Delinquent Habits
Freedom Band
(2003) Dos Mundos Dos Lenguas
(2007)
New and Improved est le cinquième album studio des Delinquent Habits, sorti le 9 novembre 2006.

## Liste des titres
| No  | Titre                                  | Contient un (des) sample(s) de             | Durée |
| --- | -------------------------------------- | ------------------------------------------ | ----- |
| 1.  | Let the Horn Blow (featuring Ozomatli) |                                            | 4:24  |
| 2.  | En Este Varrio (featuring Ozomatli)    |                                            | 3:28  |
| 3.  | Play (featuring Michelle)              |                                            | 3:42  |
| 4.  | Sick Habits (featuring Sick Jacken)    |                                            | 3:47  |
| 5.  | En Califa                              |                                            | 3:22  |
| 6.  | Driftin                                |                                            | 2:22  |
| 7.  | Handz Up                               |                                            | 3:32  |
| 8.  | Plato (featuring Ozomatli & Michelle)  |                                            | 4:55  |
| 9.  | Takin Chances                          |                                            | 4:11  |
| 10. | Work the Long Day (featuring Michelle) | Change the Beat (Female Version) de Beside | 3:10  |
| 11. | No Regrets (featuring Michelle)        |                                            | 2:54  |
| 12. | Together Now                           |                                            | 2:50  |
| 13. | Str8 to Your Brain                     |                                            | 3:43  |